# Felipe López García
Felipe López García (Alcalá la Real, 1954) es un político español, consejero de Fomento y Vivienda de la Junta de Andalucía desde 2015 hasta 2019.

## Biografía
Es licenciado en Psicología por la Universidad de Granada y ha sido funcionario y profesor de Enseñanza Secundaria en la especialidad de Pedagogía-Psicología, si bien debido a su labor política prácticamente no ejerció su profesión.
En el ámbito político, ha sido senador electo por la provincia jienense desde 2011 hasta 2015. Anteriormente, fue delegado de Gobierno de la Junta en Jaén (2010-2011), presidente de la Diputación Provincial de Jaén (1995-2010), diputado en las Cortes Generales (1993-1996), concejal de Alcalá la Real (1979-1987) y alcalde entre 1987 y 1993. También ejerció como parlamentario Andaluz durante una legislatura. Finalmente, en las elecciones autonómicas de 2022 optó por no concurrir, adelantándose a la primera mayoría absoluta del Partido Popular.
Ha sido miembro de la Comisión Ejecutiva de la Federación Española de Municipios y Provincias (FEMP), organización en la que presidió la Red de Gobiernos Locales+Biodiversidad.